# Phlomoides
Phlomoides é um género botânico pertencente à família Lamiaceae.

## Espécies
Constituido por 143 espécies:
Phlomoides adenantha Phlomoides admirabilis Phlomoides agraria
Phlomoides ajdarovae Phlomoides alaica Phlomoides alberti
Phlomoides alpina Phlomoides ambigua Phlomoides andersii
Phlomoides angreni Phlomoides arctifolia Phlomoides ariana
Phlomoides atropurpurea Phlomoides azerbaijanica Phlomoides baburii
Phlomoides baissunensis Phlomoides baldschuanica Phlomoides bamianica
Phlomoides beckeri Phlomoides betonicoides Phlomoides boissieriana
Phlomoides botschantzevii Phlomoides brachystegia Phlomoides bracteosa
Phlomoides breviflora Phlomoides bungei Phlomoides burmanica
Phlomoides canescens Phlomoides cephalariifolia Phlomoides chinghoensis
Phlomoides codonocalyx Phlomoides congesta Phlomoides cordifolia
Phlomoides czuiliensis Phlomoides dentosa Phlomoides dszumrutensis
Phlomoides ebracteolata Phlomoides eriocalyx Phlomoides ferganensis
Phlomoides fetisowii Phlomoides fimbriata Phlomoides forrestii
Phlomoides franchetiana Phlomoides freitagii Phlomoides fulgens
Phlomoides glabra Phlomoides gymnocalyx Phlomoides gymnoclada
Phlomoides gypsacea Phlomoides hajastanica Phlomoides hissarica
Phlomoides hybrida Phlomoides hyoscyamoides Phlomoides iliensis
Phlomoides impressa Phlomoides inaequalisepala Phlomoides integior
Phlomoides jeholensis Phlomoides kamelinii Phlomoides kansuensis
Phlomoides kaufmanniana Phlomoides kirghisorum Phlomoides knorringiana
Phlomoides koraiensis Phlomoides korovinii Phlomoides labiosa
Phlomoides labiosiformis Phlomoides labiosissima Phlomoides laciniata
Phlomoides lamiifolia Phlomoides lanatifolia Phlomoides laevigata
Phlomoides lehmanniana Phlomoides leiocalyx Phlomoides likiangensis
Phlomoides loasifolia Phlomoides longicalyx Phlomoides lyrata
Phlomoides macrophylla Phlomoides maximowiczii Phlomoides medicinalis
Phlomoides megalantha Phlomoides melanantha Phlomoides mihaelis
Phlomoides milingensis Phlomoides mongolica Phlomoides muliensis
Phlomoides napuligera Phlomoides nuda Phlomoides oreophila
Phlomoides ornata Phlomoides ostrowskiana Phlomoides paohsingensis
Phlomoides pararotata Phlomoides paropamisica Phlomoides pauciflora
Phlomoides pectinata Phlomoides pedunculata Phlomoides popovii
Phlomoides pratensis Phlomoides puberula Phlomoides pulchra
Phlomoides pulvinaris Phlomoides pygmaea Phlomoides rastagalensis
Phlomoides regeliana Phlomoides ruptilis Phlomoides salangensis
Phlomoides sanglechensis Phlomoides sarawschanica Phlomoides schugnanica
Phlomoides septentrionalis Phlomoides setifera Phlomoides setigera
Phlomoides similis Phlomoides speciosa Phlomoides spectabilis
Phlomoides stenocalycina Phlomoides stocksii Phlomoides strigosa
Phlomoides stocksii Phlomoides strigosa Phlomoides subspicata
Phlomoides superba Phlomoides szechuanensis Phlomoides tadschikistanica
Phlomoides tatsienensis Phlomoides tianschanica Phlomoides tibetica
Phlomoides tournefortii Phlomoides tschimganica Phlomoides tuberosa
Phlomoides tuvinica Phlomoides tytthaster Phlomoides umbrosa
Phlomoides uniceps Phlomoides uniflora Phlomoides urodonta
Phlomoides vavilovii Phlomoides vicaryi Phlomoides vulnerans
Phlomoides woroschilovii Phlomoides woroschilowii Phlomoides younghusbandii
Phlomoides zenaidae